# أغريبينا فاغانوفا
أجريبينا ياكوفليفنا فاجانوفا (26 يونيو 1879 - 5 نوفمبر 1951) كانت معلمة باليه سوفيتية روسية. طورت ما عرف باسم طريقة فاجانوفا، وهي التقنية المستمدة من أساليب التدريس في مدرسة الباليه الإمبراطورية القديمة (المعروفة الآن باسم أكاديمية فاجانوفا للباليه الروسي) تحت إشراف رئيس الوزراء ماريوس بيتيبا طوال منتصف إلى أواخر القرن التاسع عشر، وخاصة في ثمانينيات وتسعينيات القرن التاسع عشر. كانت فاجانوفا هي التي أتقنت هذا الشكل من تدريس فن الباليه الكلاسيكي وطورته في منهج عملي. يعتبر عملها "أساسيات الرقص الكلاسيكي" (1934) بمثابة كتاب أساسي لتعليم تقنية الباليه. ولا زالت تقنياتها تعتبر اليوم واحدة من أكثر الأساليب التي يتم ممارستها على نطاق واسع في عالم الباليه.

## روابط خارجية
- أغريبينا فاغانوفا على موقع الموسوعة البريطانية (الإنجليزية)